# Rivalsa (James Joyce)
Rivalsa (Counterparts), pubblicato in alcune edizioni come Un'Ave Maria, è un racconto breve scritto da James Joyce e pubblicato nel 1914. È il nono racconto della collezione intitolata Gente di Dublino.

## Trama
Il protagonista è Farrington, un impiegato addetto alla trascrizione a mano di documenti (lettere, contratti, ecc.). Mentre si trova sul posto di lavoro viene chiamato dal titolare della società, il signor Alleyne, che lo rimprovera per non aver finito in tempo un lavoro di copiatura di un contratto e gli ordina di farlo entro sera. Farrington, pur preoccupato da questo impegno, esce (di soppiatto) per andare a bere qualcosa al pub. Quando torna in ufficio si accorge dell'arrivo della cliente signora Delacour, per la quale doveva svolgere un lavoro di copiatura della corrispondenza che la riguardava. Convocato nuovamente dal signor Alleyne, per la consegna del lavoro, pensa di consegnare una parte delle lettere che doveva copiare nella speranza che nessuno si accorgesse del lavoro incompleto. Il signor Alleyne, invece, accortosi della mancanza, inveisce contro Farrington, al quale, al culmine della sfuriata, domanda se lo credeva un fesso rincitrullito. Farrington ribatte che non gli sembrava una domanda da porre a lui, suscitando così una rabbia furiosa nel capo e l'ilarità dei colleghi. Farrington è costretto alle scuse, ma questo episodio gli causerà senz'altro la compromissione dei rapporti di lavoro con il suo titolare.
Senza soldi già a metà mese, Farrington pensa bene di portare al banco dei pegni il suo orologio per raggranellare qualche spicciolo necessario per andare a bere con gli amici la sera stessa. E così, di locale in locale, spende tutti i suoi denari offrendo spesso da bere. Con uno degli avventori presentatogli dai suoi compagni di bevute, tale Weathers (che Farrington considera uno scroccone), ingaggia una prova di forza a braccio di ferro che perde per ben due volte di seguito e che gli causa rancore ed irritazione per il venir meno della sua reputazione di uomo forte. Tornato a casa infuriato e frustrato dalla giornata, trova la casa al buio con il fuoco del camino quasi spento. I cinque figli sono a letto e l'unico che è ancora sveglio, Tom, gli riferisce che la madre si è recata in chiesa. Farrington ordina al figlio di preparargli la cena, ma in preda ad una cieca rabbia lo picchia con un bastone per aver lasciato che il fuoco si spegnesse. Il bambino, terrorizzato e in ginocchio, lo implora di lasciarlo stare in cambio della recita di un'Ave Maria per lui.

## Edizioni
- James Joyce, Gente di Dublino, Universale economica i classici, Feltrinelli, 1994, ISBN 978-88-07-82107-3.
- James Joyce, Gente di Dublino, collana «I giganti di Gulliver», Rimini, Gulliver, 1995, ISBN 88-8129-046-4.